# João Sousa
João Pedro Coelho Marinho de Sousa conegut com "El Maestro" o "Maestro Joao" (Guimarães, 30 de març de 1989) és un jugador de tennis portuguès.
En el seu palmarès hi ha tres títols individuals i va arribar a ocupar el 28è lloc del rànquing individual. És considerat el millor tennista portuguès de la seva història, de fet, fou el primer tennista portuguès en guanyar un títol individual del circuit ATP, i fou el primer en entrar al Top 30 del rànquing individual.

## Biografia
Fill d'Armando Marinho de Sousa i Adelaide Coelho Sousa, té un germà més gran anomenat Luís Carlos.
Va començar a jugar a tennis amb set anys amb el seu pare, que havia estat tennista amateur, i també va jugar a futbol amb l'equip de la seva ciutat natal, Vitória de Guimarães, i Os Sandinenses fins als catorze anys. En aquest punt va decidir centrar-se en el tennis, va deixar de jugar futbol i va aparcar els estudis de medicina. Al setembre de 2004, amb quinze anys, va decidir traslladar-se a Barcelona per millorar els seus entrenaments, i va entrar a la BTT Tennis Academy amb Francisco Roig. Continua establert a Catalunya tot i haver esdevingut professional, i resideix a Sant Cugat del Vallès amb la seva xicota Júlia Villanueva.

## Palmarès

### Individual: 10 (4−6)
| Llegenda                          |
| --------------------------------- |
| Grand Slams (0−0)                 |
| ATP Finals (0−0)                  |
| ATP World Tour Masters 1000 (0−0) |
| ATP World Tour 500 (0−0)          |
| ATP World Tour 250 (4−6)          |

| Títols per superfície |
| --------------------- |
| Dura (3−2)            |
| Gespa (0−0)           |
| Terra batuda (1−4)    |

| Resultat  | Núm. | Data                   | Torneig                 | Superfície   | Oponent               | Marcador            |
| --------- | ---- | ---------------------- | ----------------------- | ------------ | --------------------- | ------------------- |
| Guanyador | 1.   | 29 de setembre de 2013 | Kuala Lumpur, Malàisia  | Dura (i)     | Julien Benneteau      | 2−6, 7−5, 6−4       |
| Finalista | 1.   | 13 de juliol de 2014   | Bastad, Suècia          | Terra batuda | Pablo Cuevas          | 2−6, 1−6            |
| Finalista | 2.   | 21 de setembre de 2014 | Metz, França            | Dura (i)     | David Goffin          | 4−6, 3−6            |
| Finalista | 3.   | 23 de maig de 2015     | Ginebra, Suïssa         | Terra batuda | Thomaz Bellucci       | 6−7(4), 4−6         |
| Finalista | 4.   | 26 de juliol de 2015   | Umag, Croàcia           | Terra batuda | Dominic Thiem         | 4−6, 1−6            |
| Finalista | 5.   | 27 de setembre de 2015 | Sant Petersburg, Rússia | Dura (i)     | Milos Raonic          | 3−6, 6−3, 3−6       |
| Guanyador | 2.   | 1 de novembre de 2015  | València, Espanya       | Dura (i)     | Roberto Bautista Agut | 3−6, 6−3, 6−4       |
| Guanyador | 3.   | 6 de maig de 2018      | Estoril, Portugal       | Terra batuda | Frances Tiafoe        | 6−4, 6−4            |
| Guanyador | 4.   | 6 de febrer de 2022    | Poona, Índia            | Dura         | Emil Ruusuvuori       | 7−6(9), 4−6, 6−1    |
| Finalista | 6.   | 21 de maig de 2022     | Ginebra (2)             | Terra batuda | Casper Ruud           | 6−7(3), 6−4, 6−7(1) |

### Dobles masculins: 1 (0−1)
| Llegenda                          |
| --------------------------------- |
| Grand Slams (0−0)                 |
| ATP Finals (0−0)                  |
| ATP World Tour Masters 1000 (0−1) |
| ATP World Tour 500 (0−0)          |
| ATP World Tour 250 (0−0)          |

| Títols per superfície |
| --------------------- |
| Dura (0−0)            |
| Gespa (0−0)           |
| Terra batuda (0−1)    |

| Resultat  | Núm. | Data               | Torneig      | Superfície   | Parella             | Oponents                | Marcador         |
| --------- | ---- | ------------------ | ------------ | ------------ | ------------------- | ----------------------- | ---------------- |
| Finalista | 1.   | 20 de maig de 2018 | Roma, Itàlia | Terra batuda | Pablo Carreño Busta | J.S. Cabal Robert Farah | 6−3, 4−6, [4−10] |

## Trajectòria

### Individual
| Open d'Austràlia | A   | A           | A           | Q1          | Q3  | 2R          | 1R          | 3R          | 3R    | 1R          | 2R          | 3R          | 1R          | A    | 1R | 1R | 0 / 10    | 8 − 10    |
| Roland Garros | A   | A           | A           | A           | 1R  | 2R          | 1R          | 2R          | 2R    | 2R          | 1R          | 1R          | 1R          | 1R   | 2R |    | 0 / 11    | 5 − 11    |
| Wimbledon | A   | A           | A           | Q1          | Q2  | Q3          | 1R          | 1R          | 3R    | 1R          | 1R          | 4R          | NC          | 1R   | 1R |    | 0 / 8     | 5 − 8     |
| US Open | A   | A           | A           | Q2          | Q1  | 3R          | 2R          | 1R          | 3R    | 1R          | 4R          | 1R          | 1R          | Q1   | 2R |    | 0 / 9     | 9 − 9     |
| Jocs Olímpics | A   | No celebrat | No celebrat | No celebrat | A   | No celebrat | No celebrat | No celebrat | 2R    | No celebrat | No celebrat | No celebrat | No celebrat | 1R   | NC | NC | 0 / 2     | 1 − 2     |
| Total Victòries−Derrotes                                                                                                   | 2−2 | 2−0         | 1−1         | 2−2         | 5−5 | 16−14       | 24−36       | 38−31       | 27−34 | 25−32       | 29−27       | 26−31       | 1−9         | 2−14 |    |    | 198 − 224 | 198 − 224 |
| Rànquing a final d'any | 592 | 443         | 244         | 192         | 101 | 49          | 54          | 33          | 43    | 57          | 44          | 60          | 90          | 140  |    |    |           |           |
| Llegenda: G: Guanyador; F: Finalista; SF: Semifinalista; QF: Quarts de final; Q: Qualificació; A: Absent; RR: Round Robin; |     |             |             |             |     |             |             |             |       |             |             |             |             |      |    |    |           |           |

### Dobles masculins
| Open d'Austràlia | A           | 1R          | 2R          | 1R    | 1R          | 2R          | SF          | 1R          | A   | A   | 1R | 0 / 8    | 6 − 8    |
| Roland Garros | A           | 3R          | 1R          | 2R    | 1R          | 3R          | 1R          | 1R          | A   | 1R  |    | 0 / 8    | 5 − 8    |
| Wimbledon | Q1          | 1R          | 1R          | 1R    | 1R          | 3R          | 2R          | NC          | A   | 2R  |    | 0 / 7    | 4 − 7    |
| US Open | A           | 2R          | QF          | 1R    | 1R          | 2R          | QF          | A           | A   | QF  |    | 0 / 7    | 11 − 7   |
| Jocs Olímpics | No celebrat | No celebrat | No celebrat | A     | No celebrat | No celebrat | No celebrat | No celebrat | 1R  | NC  | NC | 0 / 1    | 0 − 1    |
| Total Victòries−Derrotes                                                                                                   | 2−1         | 15−21       | 9−11        | 10−21 | 5−18        | 21−17       | 22−21       | 1−3         | 7−9 |     |    | 92 − 127 | 92 − 127 |
| Rànquing a final d'any | 633         | 80          | 138         | 133   | 236         | 45          | 37          | 75          | 141 | 145 |    |          |          |
| Llegenda: G: Guanyador; F: Finalista; SF: Semifinalista; QF: Quarts de final; Q: Qualificació; A: Absent; RR: Round Robin; |             |             |             |       |             |             |             |             |     |     |    |          |          |